# Greene Township (comté d'Iowa, Iowa)
Greene Township est un township, du comté d'Iowa en Iowa, aux États-Unis,.
Le township est créé en 1847 et est nommé en mémoire du général Nathanael Greene.

## Source de la traduction
- (en) Cet article est partiellement ou en totalité issu de l’article de Wikipédia en anglais intitulé « Greene Township, Emmet County, Iowa » (voir la liste des auteurs).